# (11811) Martinrubin
(11811) Martinrubin est un astéroïde de la ceinture principale.

## Description
(11811) Martinrubin est un astéroïde de la ceinture principale. Il fut découvert le 2 mars 1981 à l'Observatoire de Siding Spring par Schelte J. Bus. Il présente une orbite caractérisée par un demi-grand axe de 2,23 UA, une excentricité de 0,09 et une inclinaison de 3,4° par rapport à l'écliptique.